# Itapeuasaurus
Itapeuasaurus ("ještěr z Itapeua") byl rod sauropodního dinosaura z čeledi Rebbachisauridae, který žil v období rané svrchní křídy (geologický stupeň cenoman, asi před 100 až 94 miliony let) na území dnešní severovýchodní Brazílie (stát Maranhão, pánev São Luís).

## Objev
Fosilie tohoto sauropoda (konkrétně kost pažní) byly objeveny rybářem jménem Carlos Wagner Silva na pláži v lokalitě Itapeua, a to v sedimentech souvrství Alcântara, z jehož vrstev byl popsán například velký spinosauridní teropod druhu Oxalaia quilombensis. Typový druh I. cajapioensis byl formálně popsán v červenci roku 2019.

## Zařazení a popis
Itapeuasaurus byl rebachisauridem, spadajícím pravděpodobně do kladu (podčeledi) Nigersaurinae, se zástupci známými podle fosilních nálezů ze současné Jižní Ameriky, Afriky i Evropy. Blízce příbuzným rodem byl Rebbachisaurus, Demandasaurus a Tataouinea. Sesterskými druhy tohoto sauropoda mohly být argentinské taxony Sidersaura marae a Astigmasaura genuflexa ze souvrství Huincul.
Tento sauropod patřil k menším zástupcům své skupiny, podle odhadů dosahoval délky jen kolem 10 až 15 metrů a hmotnosti zhruba 7 tun.